# TSQR
TSQR是针对高瘦(tall and skinny)矩阵QR的分解。这类矩阵有着行(Row)远大于列(Column)的特点， 高瘦(TS)矩阵往往常见于评价系统，评价的项目少于评价的人数等。
TSQR分解和普通的QR分解的区别在于，TSQR的分解可以进行并行加速。

## TS矩阵
TS矩阵的特点是行(Row) {\displaystyle \gg } 列(Column)。 如下图{\displaystyle A}就是一个典型的TS矩阵。
{\displaystyle A_{m\times n}={\begin{bmatrix}a_{11}&\cdots &a_{1i}&\cdots &a_{in}\\\vdots &\ddots &\vdots &&\vdots \\a_{i1}&\cdots &a_{ii}&\cdots &a_{in}\\\vdots &&\vdots &\ddots &\vdots \\a_{j1}&\cdots &a_{ji}&\cdots &a_{jn}\\\vdots &&\vdots &&\vdots \\a_{m1}&\cdots &a_{mi}&\cdots &a_{mn}\end{bmatrix}}}
这里 {\displaystyle m\gg n}。

## TSQR分解的方法优劣比较
TSQR分解主要依赖于QR分解，有以下三种方法的详细介绍和例子说明，以下将详细比较三种方法的优劣势作用于TS矩阵。

### Householder变换
针对Householder变换，其优势在于计算的时间复杂度较低，一次变换可以将一整个列除了首个元素都化成0，但是对数据的依赖度较高，不容易进行并行化计算，但是该方法对于稠密矩阵，相比于以下两种方法，计算效率会更高。

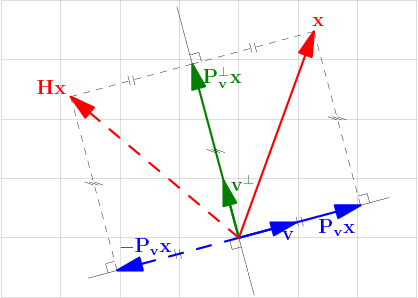
豪斯霍尔德变换示意图：向量x在豪斯霍尔德向量v的超平面上的镜像是Hx，H是豪斯霍尔德矩阵。

### 吉文斯旋转
针对吉文斯旋转，其优势在于对于数据的依赖性较低，可以很好的并行化，对于稀疏矩阵有很大的优势。缺点在于其时间复杂度较高，一次只能对两行做吉文斯旋转。

### 格拉姆-施密特正交化方法
格拉姆-施密特正交化方法对于并行化计算并不友好，它的优势在于算法理解其他直观，时间复杂度介于Householder变换和吉文斯旋转之间。

## 并行TSQR分解

### 基本思想
利用矩阵分块的思想，对于TS矩阵进行切割，从而对若干个子块矩阵进行分而治之。

### TSQR分解算法
{\displaystyle A_{m\times n}={\begin{bmatrix}a_{1,1}&\cdots &a_{1,n}\\\vdots &&\vdots &\\a_{i,1}&\cdots &a_{i,n}\\a_{i+1,1}&\cdots &a_{i+1,n}\\\vdots &&\vdots &\\a_{m,n}&\cdots &a_{m,n}\end{bmatrix}}}
我们将{\displaystyle A_{m\times n}}拆成若干个子矩阵（这里拆成2个）{\displaystyle A_{1}{m_{1}\times n_{1}}}和 {\displaystyle A_{2}}，{\displaystyle A_{1},A_{2}}的维度分别是{\displaystyle m_{1}\times n_{1},m_{2}\times n_{2}}, 注意拆开的子矩阵要保证行数仍然大于列数，即
{\displaystyle m_{1}>n_{1},m_{2}>n_{2}}。
我们分别对{\displaystyle A_{1}}和 {\displaystyle A_{2}}做QR分解。
{\displaystyle A_{1}=Q_{1}R_{1}}
{\displaystyle A_{2}=Q_{2}R_{2}}
此时的QR分解是完全可以并行的。
我们再将{\displaystyle R_{1},R_{2}}合并并惊醒QR分解
{\displaystyle {\hat {R}}={\begin{bmatrix}R_{1}\\R_{2}\end{bmatrix}}=Q_{11}{\begin{bmatrix}R_{11}\\0\end{bmatrix}}}
此时的 {\displaystyle R_{11}} 便是我们所需要的最后分解所得的 {\displaystyle R}。

### 例子
我们现在需要分解如下矩阵
{\displaystyle A={\begin{bmatrix}0&3&1\\0&4&-2\\2&1&1\\1&2&4\\0&0&5\\0&3&6\\\end{bmatrix}}}
现在将其分解成两个矩阵{\displaystyle A_{1},A_{2}}，并对其做相应的QR分解。
{\displaystyle A_{1}=Q_{1}R_{1}={\begin{bmatrix}0&3&-4\\0&4&3\\5&0&0\\\end{bmatrix}}{\begin{bmatrix}2&1&2\\0&5&-1\\0&0&-2\\\end{bmatrix}}}
{\displaystyle A_{2}=Q_{2}R_{2}={\begin{bmatrix}1&0&0\\0&0&1\\0&1&0\\\end{bmatrix}}{\begin{bmatrix}1&2&4\\0&3&6\\0&0&5\\\end{bmatrix}}}
那么
{\displaystyle {\hat {R}}={\begin{bmatrix}R_{1}\\R_{2}\end{bmatrix}}={\begin{bmatrix}2&1&2\\0&5&-1\\0&0&-2\\1&2&4\\0&3&6\\0&0&5\\\end{bmatrix}}}

我们对{\displaystyle {\hat {R}}}进行QR分解，
{\displaystyle {\hat {R}}=Q_{11}R_{11}=Q_{11}}
{\displaystyle R=Q_{11}={\begin{bmatrix}-2.2360&-1,7888&-3.5777\\0&-5.9833&-2.7743\\0&0&8.0933\\\end{bmatrix}}}

### 优势
上述的TSQR和普通的QR分解的优势在于:
1）不同于QR分解，此类的QR分解是可以高度并行化的； 
2）在并行阶段，其特殊的上三角形式也可以用并行的方式进行加速。

## 用途

### 快速求解奇异值分解（SVD）
对于一个TS矩阵{\displaystyle A_{m\times n}}求解其SVD，我们可以先对矩阵{\displaystyle A}做TSQR分解。那么
{\displaystyle A=QR}
我们在对{\displaystyle R}做SVD分解 ,相比于直接做SVD，这样做的好处在于{\displaystyle R}的维度是 {\displaystyle n\times n}, 所以速度会快很多。
{\displaystyle R={\tilde {U}}\Sigma V}
所以最后只需要{\displaystyle U}计算
{\displaystyle U=Q{\tilde {U}}}
就可以得到所有的特征量向量

## 外部連結
1. ↑  M. Anderson; G. Ballard, J. Demmel and K. Keutzer. . 2011 IEEE International Parallel & Distributed Processing Symposium: 48–58. 2011. doi:10.1109/IPDPS.2011.15.
2. ↑  MIT. .   [2020-07-01]. （原始内容存档于2020-07-27）.
3. ↑  N.-Y. Cheng and M.-S. Chen. . Pacific-Asia Conf. on Knowledge Discovery and Data Mining. April 14-17, 2019.
4. ↑  A. Rafique, N. Kapre and G. A. Constantinides. . International Conference on Field Programmable Logic and Applications: 443–450.